# Amsterdamsche Football Club Ajax 1973-1974
Questa voce raccoglie le informazioni riguardanti l'Amsterdamsche Football Club Ajax nelle competizioni ufficiali della stagione 1973-1974.

## Stagione
All'inizio della stagione il nuovo allenatore George Knobel decide che il capitano deve essere deciso con una votazione all'interno dello spogliatoio: la fascia passa quindi da Johan Cruijff a Piet Keizer e poco dopo il numero quattordici si trasferisce al Barcellona. Altre assenze di peso sono quelle di Sjaak Swart, che si è ritirato, e di Ștefan Kovács.
La squadra conquista la Supercoppa UEFA battendo nettamente il Milan: sconfitta per 1-0 a Milano e larga vittoria (6-0) nella gara di ritorno. Finisce però subito il cammino nella Coppa dei Campioni: saltato il primo turno in quanto campioni in carica, gli olandesi vincono per 1-0 l'andata in casa contro il CSKA Sofia ma vengono sconfitti poi 2-0 a Sofia ai tempi supplementari. In Eredivisie i Lancieri arrivano invece terzi dietro rispettivamente Feyenoord e Twente, mentre nella KNVB beker vengono sconfitti in semifinale dal PSV poi vincitore.
Ultima stagione nel club per Johan Neeskens.

## Organigramma societario
Area direttiva
- Presidente: Jaap van Praag

Area tecnica
- Allenatore: George Knobel, fino al 12 aprile 1974; Bobby Haarms, dal 13 aprile 1974

## Rosa
| N. |                        | Ruolo | Calciatore        |
| -- | ---------------------- | ----- | ----------------- |
| 1  | Paesi Bassi (bandiera) | P     | Heinz Stuy        |
|    | Paesi Bassi (bandiera) | P     | Sies Wever        |
|    | Germania (bandiera)    | D     | Horst Blankenburg |
|    | Paesi Bassi (bandiera) | D     | Pim van Dord      |
|    | Paesi Bassi (bandiera) | D     | Barry Hulshoff    |
|    | Paesi Bassi (bandiera) | D     | Ruud Krol         |
|    | Paesi Bassi (bandiera) | D     | Wim Suurbier      |
|    | Paesi Bassi (bandiera) | C     | Arie Haan         |
|    | Paesi Bassi (bandiera) | C     | Arnold Mühren     |

| N. |                        | Ruolo | Calciatore        |
| -- | ---------------------- | ----- | ----------------- |
|    | Paesi Bassi (bandiera) | C     | Gerrie Mühren     |
|    | Paesi Bassi (bandiera) | C     | Johan Neeskens    |
|    | Paesi Bassi (bandiera) | C     | Heinz Schilcher   |
|    | Ungheria (bandiera)    | C     | Zoltán Varga      |
|    | Paesi Bassi (bandiera) | A     | Johan Cruijff     |
|    | Paesi Bassi (bandiera) | A     | Piet Keizer       |
|    | Paesi Bassi (bandiera) | A     | Jan Mulder        |
|    | Paesi Bassi (bandiera) | A     | Johnny Rep        |
|    | Germania (bandiera)    | A     | Arno Steffenhagen |

## Statistiche

### Statistiche di squadra
| Competizione       | Punti | Totale | Totale | Totale | Totale | Totale | Totale |
| Competizione       | Punti | G      | V      | N      | P      | Gf     | Gs     |
| ------------------ | ----- | ------ | ------ | ------ | ------ | ------ | ------ |
| Eredivisie         | 51    | 34     | 21     | 9      | 4      | 88     | 30     |
| KNVB beker         | -     | 4      | 3      | 0      | 1      | 6      | 3      |
| Coppa dei Campioni | -     | 2      | 1      | 0      | 1      | 1      | 2      |
| Supercoppa UEFA    | -     | 2      | 1      | 0      | 1      | 6      | 1      |
| Totale             |       | 42     | 26     | 9      | 7      | 101    | 36     |